# پر هالستروم
پر هالستروم (سوئدی: Per Hallström سپتامبر ۱۸۶۶ – ۱۸ فوریهٔ ۱۹۶۰) مترجم، و نویسنده اهل سوئد بود. مؤلف کتاب‌های داستان کوتاه، نمایشنامه نویس، شاعر و عضو آکادمی سوئد بود. او از سال ۱۹۰۸ به آکادمی سوئد پیوست. پر از سال ۱۹۳۱ تا ۱۹۴۱ دبیر آکادمی سوئد بود.

## زندگی‌نامه
پر قبل از نویسندگی به عنوان یک شیمیدان در لندن و شیکاگو کار می‌کرد. وی در ابتدا مجموعه‌ای داستان‌های کوتاه از جمله «بنفش» در ۱۸۵۹ و «مرگ» در ۱۹۰۰ را نوشت. کارهای اصلی نویسندگی او مربوط به قبل از ۱۹۱۰ است. هالستروم به دلیل داشتن درکی ژرف و دلسوزانه و اشرافش به زیبائی‌ها، بین سال‌های ۱۹۲۲ تا ۱۹۴۶ رئیس کمیته جایزه نوبل ادبیات آکادمی سوئد بود.
آندرس هالستروم پدر بزرگ پر هالستروم نیز یک نویسنده بود.